# بيتر جاكسون (لاعب دوري الرغبي)
بيتر جاكسون (بالإنجليزية: Peter Jackson)‏ هو لاعب دوري الرغبي أسترالي، ولد في 19 أبريل 1964 في بريزبان في أستراليا، وتوفي في 5 نوفمبر 1997 في سيدني في أستراليا.